# Escuts i banderes de l'Alt Millars
Els escuts i banderes de l'Alt Millars són el conjunt de símbols que representen els municipis d'aquesta comarca.
En aquest article s'hi inclouen els escuts i les banderes oficialitzats per la Generalitat Valenciana i els que se van aprovar per l'administració de l'Estat abans de les transferències a la Generalitat Valenciana, així com altres que no han estat oficialitzats.

## Escuts oficials

Escut d'Aiòder Aprovat el 26 de juny de 1996.
Escut d'Argeleta Aprovat el 15 de setembre de 2021.
Escut del Castell de Vilamalefa Aprovat el 18 d'octubre de 1993.
Escut de Cirat Aprovat el 26 de març de 2012.
Escut de Cortes d'Arenós Aprovat el 20 de gener de 2006.
Escut d'Espadella Aprovat el 19 de desembre de 2001.
Escut de Fanzara Aprovat el 29 d'octubre de 2014.
Escut de la Font de la Reina Aprovat el 17 de gener de 2002.
Escut de Lludient Aprovat el 12 d'abril de 1957.
Escut de Montant Aprovat el 20 de gener de 2004.
Escut de la Pobla d'Arenós Aprovat el 26 de juny de 1996.
Escut de Toga Aprovat el 19 de desembre de 2001.
Escut de Torre-xiva Aprovat el 20 de desembre de 2001.
Escut de Vallat Aprovat el 22 de juliol de 1993.
Escut de Vilafermosa Aprovat el 22 de febrer de 2005.
Escut de Vilamalur Aprovat el 2 d'octubre de 2001.
Escut de Vilanova de la Reina Aprovat el 14 de juny de 2001.

## Escuts sense oficialitzar

Escut d'Aranyel
Escut de les Fonts d'Aiòder (Pendent d'aprovació)
Escut de Montanejos
Escut de Sucaina
Escut de Torralba

## Banderes oficials

Bandera d'Aiòder Aprovat el 15 d'abril de 1999.
Bandera de Cirat Aprovat el 2 de juny de 2014.
Bandera de Cortes d'Arenós Aprovada el 31 de juliol de 2014.
Bandera d'Espadella Aprovada el 22 d'abril de 2005.
Bandera de la Font de la Reina Aprovada el 4 de maig de 2010.
Bandera de Montant Aprovada el 20 de gener de 2006.
Bandera de la Pobla d'Arenós Aprovada el 18 de desembre de 2017.
Bandera de Toga Aprovada el 26 de gener de 2006.
Bandera de Torre-xiva Aprovada el 22 d'abril de 2005.
Bandera de Vilanova de la Reina Aprovada el 31 de juliol de 2002.